# Пуатье (округ)
Пуатье (фр. Poitiers) — округ (фр. Arrondissement) во Франции, один из округов в регионе Пуату — Шаранта. Департамент округа — Вьенна. Супрефектура — Пуатье.
Население округа на 2006 год составляло 232 187 человек. Плотность населения составляет 121 чел./км². Площадь округа составляет всего 1926 км².

## Кантоны округа
- Вивонн
- Вуйе
- Ла-Вильдьё-дю-Клен
- Люзиньян
- Мирбо
- Нёвиль-де-Пуату
- Пуатье-1
- Пуатье-2
- Пуатье-3
- Пуатье-4
- Пуатье-5
- Пуатье-6
- Пуатье-7
- Сен-Жорж-ле-Байаржо
- Сен-Жюльен-л’Ар

## Коммуны округа
- Авантон
- Амберр
- Аслонн
- Бенассе
- Берюж
- Биар
- Биню
- Блале
- Бонн
- Бюксероль
- Вандёвр-дю-Пуату
- Варенн
- Вернон
- Вивонн
- Вилье
- Вузай
- Вуйе
- Вуней-су-Биар
- Диссе
- Дьенне
- Жазней
- Жардр
- Жизе
- Жоне-Клан
- Иверсе
- Итёй
- Кенсе
- Клуэ
- Крутель
- Куломбьер
- Кюон
- Кюрзе-сюр-Вонн
- Ла-Вильдьё-дю-Клен
- Ла-Шапель-Монтрёй
- Ла-Шапель-Мульер
- Лавоссо
- Лаву
- Латилье
- Ле-Рошро
- Лигюже
- Линье
- Люзиньян
- Майе
- Мариньи-Бризе
- Мариньи-Шемеро
- Марне
- Марсе
- Массонь
- Мезоннёв
- Минье-Оксанс
- Миньялу-Бовуар
- Мирбо
- Монтамизе
- Монтрёй-Боннен
- Нёвиль-де-Пуату
- Нуай-Мопертюи
- Ньёй-л’Эспуар
- Пуатье
- Пуйе
- Рош-Премари-Андий
- Руйе
- Савиньи-Левеско
- Санксе
- Севр-Анксомон
- Сель-Левеско
- Сен-Бенуа
- Сен-Жорж-ле-Байаржо
- Сен-Жюльен-л’Ар
- Сен-Сир
- Сен-Сован
- Сиссе
- Смарв
- Терсе
- Тюражо
- Флёрэ
- Фонтен-ле-Конт
- Фроз
- Шабурне
- Шаландре
- Шанпиньи-ле-Сек
- Шарре
- Шаснёй-дю-Пуату
- Шато-Ларше
- Шенеше
- Шерве
- Шире-ан-Монтрёй
- Эрон